# Persea julianae
Persea julianae là một loài thực vật thuộc họ Lauraceae. Đây là loài đặc hữu của Suriname.